# Großsteingräber bei Remlin
Die Großsteingräber bei Remlin waren zwei megalithische Grabanlagen der jungsteinzeitlichen Trichterbecherkultur bei Remlin, einem Ortsteil von Schwasdorf im Landkreis Rostock (Mecklenburg-Vorpommern). Die Anlagen wurden in den 1840er Jahren zerstört.

## Lage und Benennung
Zwischen Remlin, Klein Wüstenfelde, Gehmkendorf und Schwasdorf gab es ursprünglich mindestens sechs Großsteingräber, von denen heute nur noch zwei existieren (das Großsteingrab Schwasdorf und das Großsteingrab Gehmkendorf 1). Die Gräber wurden von verschiedenen Autoren unterschiedlich benannt und nummeriert. Im Folgenden wird das System von Schuldt übernommen. Die Großsteingräber von Remlin lagen in der Nähe des Gutshofs beim Hellertannen-Kamp.
| MJB      | Sprockhoff     | Schuldt/Beier | Denkmalliste           | Anmerkungen |
| -------- | -------------- | ------------- | ---------------------- | ----------- |
| –        | Remlin 2 (393) | Gehmkendorf 1 | Klein Wüstenfelde 2    |             |
| –        | Remlin 3 (394) | Gehmkendorf 2 | Klein Wüstenfelde 2(?) | zerstört    |
| Remlin 1 | Remlin 4       | Gehmkendorf 3 | –                      | zerstört    |
| Remlin 2 | –              | Remlin 1      | –                      | zerstört    |
| Remlin 3 | –              | Remlin 2      | –                      | zerstört    |
| –        | Remlin 1 (392) | Schwasdorf    | Klein Wüstenfelde 1    |             |

## Forschungs- und Zerstörungsgeschichte
Grab 1 wurde im Winter 1842/43 durch den Gutsbesitzer Friedrich Franz Elias von Kardorff aufgedeckt und im Herbst 1843 abgetragen. Grab 2 war schon zuvor angegraben worden.

## Beschreibung

### Grab 1
Bei Grab 1 handelte es sich um einen Urdolmen. Die steinerne Umfassung war 1843 noch erhalten, eine Hügelschüttung hingegen nicht mehr zu erkennen. Die Grabkammer war wohl leicht in den Boden eingetieft und bestand aus einem Deckstein und mehreren Wandsteinen. Über Ausrichtung und Maße liegen keine Angaben vor. Bei der Öffnung der Kammer wurden keine Skelettreste oder Grabbeigaben gefunden, erst beim Versenken der Steine wurden außerhalb der Kammer Beigaben entdeckt. Dabei handelte es sich um eine Axt aus dunkelgrünem Stein sowie um Scherben eines kleinen, angeblich mit Asche gefüllten Keramikgefäßes. Die Axt ist der endneolithischen Schnurkeramischen Kultur zuzuordnen und stammt wahrscheinlich ebenso wie das Gefäß aus einer Nachbestattung. Das Gefäß ist nicht erhalten, die Axt befindet sich heute im Besitz des Archäologischen Landesmuseums Mecklenburg-Vorpommern in Schwerin.

### Grab 2
Zu Ausrichtung, Maßen und Typ von Grab 2 liegen keine Angaben vor. Funde aus diesem Grab sind nicht bekannt.